# 深町晋也
深町 晋也（ふかまち しんや、1974年 - ）は、日本の法学者。立教大学法学部教授。専攻は刑法。窃盗罪、未遂犯、緊急避難、危険引受けなどを中心に研究している。指導教官は山口厚。

## 略歴
- 1997年 司法試験第二次試験合格
- 1998年3月 東京大学法学部第一類卒業
- 2000年3月 東京大学大学院法学政治学研究科修士課程修了
- 2001年3月 東京大学大学院法学政治学研究科博士課程退学
- 2001年4月 岡山大学法学部助手
- 2003年4月 岡山大学法学部助教授
- 2004年4月 北海道大学大学院法学研究科助教授
- 2007年4月 北海道大学大学院法学研究科准教授
- 2008年4月 立教大学大学院法務研究科准教授
- 2012年4月 立教大学大学院法務研究科教授
- 2020年4月 立教大学法学部法学科教授

## 主要著書
- 『クローズアップ刑法各論』（共著）（成文堂、2007年）
- 『ケース＆プロブレム刑法各論』（共著）（弘文堂、2006年）
- 『神山敏雄先生古稀祝賀論文集　第一巻』（共著）（成文堂、2006年）
- 『緊急避難の理論とアクチュアリティ』（弘文堂、2018年）